# Rosita Espinosa
Rosita Espinosa es un personaje ficticio de la serie de cómics The Walking Dead y es por interpretado por la actriz Christian Serratos en la serie de televisión del mismo nombre. Ella acompaña a Eugene Porter y Abraham Ford en una misión a Washington D. C.
En la serie de cómics, ella se une al grupo de Rick Grimes después de salir de la prisión e ir a DC. Finalmente, se revela que Eugene mintió, pero de todos modos continúan en Washington, ya que aún estaba convencido de que la ciudad ofrecería mayores posibilidades de supervivencia, y finalmente encontrarán la Zona segura de Alexandría. A pesar de que ella y Abraham continúan su relación, finalmente rompe con él cuando la engaña con Holly y se muda con Eugene, y finalmente comienza una relación con él, pero perdona a Abraham después de que Dwight lo mató.
Rosita también participa en la guerra contra los Salvadores liderada por Negan, cuya conclusión ve a las 3 comunidades uniendo fuerzas. Dos años después de la guerra contra Los Salvadores, Rosita y Eugene contraen matrimonio, pero su relación es tensa. Se revela que Rosita está embarazada, pero Eugene no es el padre. Ella es finalmente mordida, al huir de los caminantes en la mancomunidad,cuando resulta invadida.
En la serie de televisión, Rosita, Abraham y Eugene se encuentran con Tara Chambler y Glenn Rhee mientras se dirigían a Washington D. C.. Pronto se unen al grupo de Glenn, liderado por Rick Grimes, luego de escapar de Terminus, un refugio seguro y falso. Rosita continuó la misión de Abraham de llevar a Eugene a DC con Tara, Glenn y su esposa Maggie Greene, pero cuando Eugene reveló que mintió, se unieron al grupo de Rick una vez más y ella se convierte en un auxiliar médico en la Zona Segura de Alexandria.

## Historia
Rosita, Abraham y Eugene se unen al grupo de Rick en la granja de Hershel después de que se destruya la prisión, y se van con el grupo de Rick a Washington D. C. ya que Eugene les revela que es un científico y que sabe de una posible cura contra el brote. Cuando Eugene revela que él es un fraude, eso la indigna, pero Rosita y los demás pronto lo aceptan y lo perdonan. Ella permanece con el grupo cuando se instalan en Washington en la Zona Segura de Alexandria, en donde llegan exitosamente por un reclutador de la comunidad Aaron y se muda con su novio Abraham. Mientras está allí, descubre que Abraham la ha estado engañando con Holly, una miembro de la cuadrilla de construcción, y se separan, luego se muda a la casa de Eugene. En Alexandria, se vuelve cada vez más cercana a Eugene, pero permanece devastada por la muerte de Abraham. Después de dos años juntos, Rosita eventualmente forma un Relación sexual con él y contraen matrimonio y al poco tiempo ella le revela a Eugene que está embarazada. Más tarde se revela que el padre del bebé no es Eugene y resulta ser Siddiq, otro miembro de Alexandría.
 En la feria de la comunidad, Alpha, la líder de los Susurradores, logra secuestrar y decapitar a Rosita, junto con Ezekiel, Louie, Erin, Ken, Luke, Carson, Tammy Rose, Josh, Olivia, Oscar y Amber (todas de Alexandria, Hilltop, y las otras comunidades del Reino y el Santuario) y ponen sus cabezas en espigas. Esto también mata al niño por nacer de Rosita. Alpha luego le muestra esto a Rick, para su horror. Andrea acaba con su miseria y es enterrada junto con los demás en el lugar de los hechos.

## Adaptación de TV

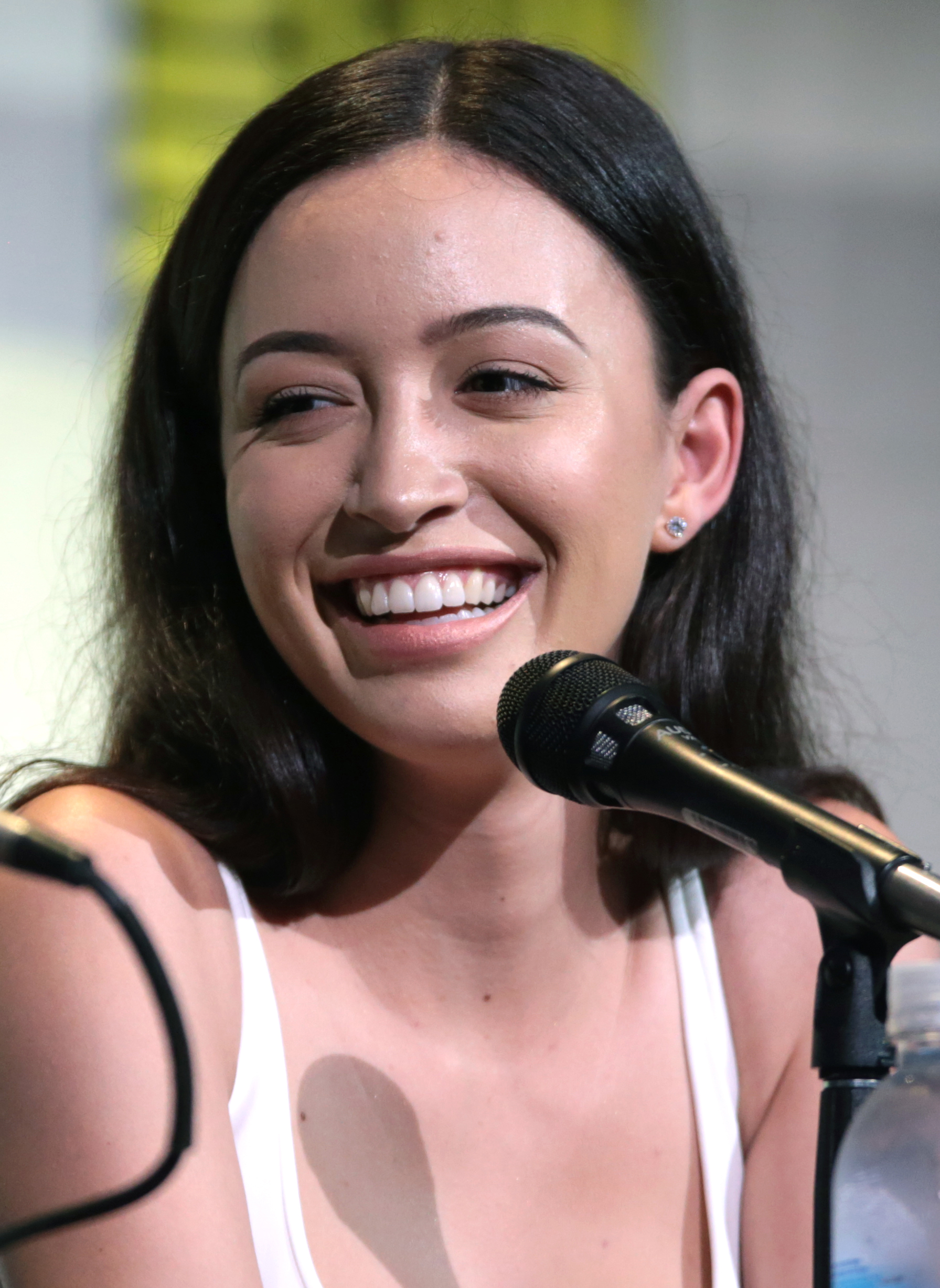
La actriz Christian Serratos fue elegida para interpretar a Rosita Espinosa desde la cuarta temporada.

Cuando ocurrió el brote, Rosita estaba en Dallas, Texas con otros sobrevivientes y fue contactada por Sgto. Abraham Ford y Dr. Eugene Porter en un camión del ejército. Abraham, impresionado por las habilidades de supervivencia de Rosita, le habló de su misión de llevar a Eugene a Washington D. C., ya que él sabe la cura para el virus del caminante y le pidió que lo acompañara. En el camino, también reclutaron a sobrevivientes Stephanie, Warren, Pam, Rex, Roger, Dirk y Josephine. Rosita y Abraham se convirtieron en amantes. Rosita también aprendió ayuda médica de Roger y Pam, aunque trágicamente, junto con todos, excepto Abraham y Eugene, murieron tratando de asegurar su supervivencia. Finalmente, Rosita, Abraham y Eugene llegaron hasta Georgia cerca de la prisión, solo unos días después del ataque del Gobernador.

### Cuarta temporada
En el episodio "Inmates", Abraham, Rosita, y Eugene se encuentran con sobrevivientes Tara  y un inconsciente Glenn en el camino. En el episodio "Claimed", Abraham revela a Glenn y Tara que Eugene sabe qué causó el apocalipsis, y se dirigen a Washington D.C. para poner fin a los caminantes. En el episodio "Us", Rosita acompaña a Glenn a Terminus cuando se reúnen con Maggie, Sasha, y Bob. En el final de temporada "A",  cuando Rick, su hijo Carl, y Michonne y Daryl están encerrados en un contenedor de envío por los residentes de Terminus, liderados por Gareth, se revela que Rosita y el resto también han sido capturados y se encuentran allí.

### Quinta temporada
En el estreno de la quinta temporada "No Sanctuary" se ve a una cautiva Rosita dentro del vagon del tren A en Terminus tratando de escapar improvisando una arma por medio de un trozo de madera, pero los soldados de Terminus les tiraron en el techo gases lacrimógenos y esto les impidió escapar, y luego Rick, Daryl Bob y Glenn quienes logran arreglarselas para escapar, logran rescatarlos y durante una lucha para escapar Rosita y los demás logran escapar de Terminus con éxito.
En el episodio "Strangers" luego de haber escapado de Terminus, Rosita y Abraham se ponen de acuerdo en esperar el momento indicado para platicarle a Rick sobre la idea de retomar el viaje a Washington D. C., y tras guardar refugio en la iglesia del Padre Gabriel, se mantuvieron ocupados tratando de arreglar un autobús que podría servirles cuando estuvieran listos para reiniciar la marcha. Cuando las cosas estuvieron en relativa calma, Abraham finalmente invitó formalmente al grupo de Rick a unirse a su misión y terminó convenciéndolos, durante un célebre festín. En el episodio "Four Walls and a Roof" la felicidad no duró mucho ya que la misteriosa desaparición de Bob, Carol y Daryl trajo complicaciones al plan y provocó que hubieran posturas contrarias respecto a lo que debían hacer. Al descubrir que estaban siendo acechados por Gareth y 6 sobrevivientes de Terminus, tanto Rosita como Abraham quisieron marcharse de la iglesia inmediatamente por considerarla muy peligrosa para Eugene, aunque Rick deseó esperar a que regresaran sus compañeros desaparecidos y entró en colisión con ellos. Rosita calmó al Sargento cuando estuvo a punto de ponerse agresivo durante la discusión y después de llegar a un arreglo con Tara, Maggie y Glenn, se quedó atrás para ayudar a proteger a los miembros más débiles del grupo mientras el resto hacía frente a los caníbales. Después de que Gareth y sus secuaces fueron asesinados, Rosita, Abraham, Eugene, Glenn, Maggie y Tara partieron rumbo a Washington D. C. en el autobús de la iglesia y se separaron de los demás. En el episodio "Self Help", Rosita y los demás están en camino a Washington D. C. y se refugian cuando el autobús se estrella. Abraham y Rosita tienen relaciones sexuales mientras Eugene mira, Rosita se ríe y le cuenta a Abraham sobre esto. Eugene revela que no es un científico, para sorpresa de Rosita, quien reprocha por la gente murió para llevarlo allí. Cuando Abraham deja a Eugene inconsciente, Rosita evita que lo lastime más, con la mano en su arma, lista para levantar su pistola. En el episodio "Crossed",  Rosita es vista por primera vez y le ofrece agua a Abraham, a la que él ataca. Ella le grita y él se pone de pie, pareciendo amenazador. Maggie lo hace alejarse de Rosita a punta de pistola. Más tarde, ella, Glenn y Tara viajan a un río para rellenar sus suministros de agua. Mientras filtra el agua, Rosita les habla de cuando conoció a Abraham en Dallas. Glenn y Rosita se unen y él la acoge como parte del grupo donde quiera que terminen. En el final de mitad de temporada "Coda" Rosita y su grupo regresaron a la iglesia del Padre Gabriel para reunirse con Rick y los demás, pero tras descubrir que la mayoría del grupo se fue a Atlanta para rescatar a Beth y a Carol, se pusieron en marcha para alcanzarlos. El grupo llegó al Hospital Grady Memorial justo a tiempo para ver a Daryl salir con el cadáver de Beth en brazos y dejando al gran parte del grupo totalmente devastados.
En el estreno de mitad de temporada "What Happened and What's Going on", pasaron semanas después de la muerte de Beth, el grupo intenta llegar a la comunidad de Noah como última voluntad de Beth solo para encontrar otra muerte la de Tyreese,  en donde se va a Rosita en un discurso del Padre Gabriel durante su entierro. En el episodio "Them", pasaron semanas después de la muerte de Tyreese, el grupo viajabaa Washington con la intención de encontrar un refugio seguro haciendo caso al propósito verdadero de Eugene, el grupo se encontraba con poca comida, tenían escasez de suministros, mientras tomaban un descanso luego de avanzar a pie varios kilómetros, Rosita le aseguró a todos que Abraham estaría bien pese a su constante manera de beber y prefirió no acercarse a él, aún molesta por lo que había ocurrido la última vez. En el episodio "The Distance", Rosita va con Abraham, Michonne y Glenn para ver si pueden encontrar los vehículos de Aaron. Ella usa un palo para sacar a un caminante y salva a Abraham de uno que intento atacarlo. Cuando registran la RV, Abraham encuentra algo de comida que el grupo solía comer y Rosita recuerda el pasado con él, y Abraham le pregunta si Rosita creyó que la golpearía después de lo que pasó con Eugene. Ella dice que no, ya que ella lo conoce mejor. Ella monta el RV en ambas piernas del viaje a Alejandría, sentada en el asiento del pasajero con un mapa. Cuando ven a DC en la distancia, ella llama a Abraham y recuerda su objetivo anterior y él está feliz de haberlo logrado. En el episodio "Remember", Rosita al igual que todos fue a la audiencia donde es entrevistada por la líder de la comunidad, Deanna Monroe y luego se instaló en una de las casas que les fueron entregadas. En el episodio "Forget", Rosita llega a la fiesta de Deanna con Abraham. Ambos parecen sentirse incómodos, pero ella se relaja después de que ella menciona que hay cerveza y sonríe cuando Abraham se va a tomar algunas bebidas. Más tarde, se la ve divirtiéndose mientras conversa con Glenn y Maggie. En el episodio "Try", Rosita le dice a Michonne que Sasha ha desaparecido de su puesto en la torre. Preocupadas, se aventuran fuera de las paredes para buscarla donde discuten lo diferente que se siente estar afuera, ahora que tienen un hogar. Encuentran varios caminantes muertos y se dan cuenta de que Sasha los está cazando activamente. La rastrean y la ayudan a eliminar un gran paquete de caminantes. Sasha revela su culpa por haberle dicho a Noah que no lo lograría. En el final de la temporada "Conquer", Rosita tiende a Tara cuando Abraham entra con algunas flores y trata de irse cuando ve a Eugene dormido en una silla junto a ella, pero Rosita convence. que se quede Mientras Abraham intenta sentarse tranquilamente sin despertar a Eugene, Rosita deja caer algunas ollas deliberadamente para despertarlo y los dos hombres finalmente se reconcilian. Más tarde, Tara se despierta de la inconsciencia mientras Rosita está sentada vigilándola.

### Sexta temporada
En el estreno de la temporada, "First Time Again", Rosita atiende a Tara, Glenn y Nicholas después de sus lesiones. En el episodio "JSS", Rosita y Aaron defienden la comunidad de Alexandria matando a algunos miembros de los Lobos que atacan e invaden Alexandría. En "Now", Rosita hace guardia en la puerta, llorando por Abraham, quien no ha regresado a casa. Spencer se acerca a ella y le ofrece tomar el lugar que ella acepta, y ella lo felicita por detener el camión antes, ya que habría empeorado su situación de no ser por él. En "Heads Up", Rosita da lecciones de machete a varios alexandrinos y Eugene, le revela que tiene miedo de morir. Rosita le dice que morir es simple y lo difícil es dejar que tus amigos mueran porque estabas demasiado asustado para salvarlos. En el final de mitad de temporada "Start to Finish", el muro de Alexandria cae y una horda caminante invade la comunidad lo que obliga a Rosita a refugiarse en el mismo lugar donde estaban Carol y Morgan peleando por el lobo alfa quien aprovecha la distracción de ambos y se libera tomando de rehén a Denise y obliga a Rosita, Eugene y Tara a entregar sus armas quien se fuga con una cautiva Denise.
En el estreno de mitad de temporada "No Way Out", Rosita se une con los otros alexandrinos matando a los caminantes que invadieron Alexandría después de que Carol matara al Lobo Alfa. En "Knots Untie", Rosita es vista en la cama con Abraham después de tener relaciones sexuales. Rosita saca a Abraham de un sueño de Sasha. Abraham se disculpa y los dos comienzan a besarse y Rosita le regala a Abraham un collar. En "Not Tomorrow Yet", Abraham empaca su bolso y le dice a Rosita que la está dejando. Rosita llora, exigiendo una explicación, pero Abraham simplemente le dice que no es la última mujer en la Tierra. Al día siguiente, en el camino, Rosita y Carol conversan sobre Morgan y su frustración por sus opiniones sobre el asesinato. Ella admite que casi expuso el secreto sobre el lobo. Más tarde, ella se infiltra en el recinto de los Salvadores y mata a varios de ellos con Aaron. En "The Same Boat" Rosita aparece hacia el final del episodio. Ella aparece cuando Carol y Maggie emergen del compuesto de los Salvadores en donde fueron cautivas. Rosita y Gabriel, van tras ellos con sus armas listas y comienzan a buscar a los Salvadores restantes que aún estén vivos. En "Twice as Far", después de mantener relaciones sexuales con Spencer, este le pide a Rosita que cene después de tener sexo. Ella va en una carrera de suministros con Denise y Daryl, a pesar de su preocupación por la incapacidad de Denise para abandonar las paredes de Alexandría. Denise es asesinada por Dwight, y Eugene es capturado. Sin embargo, una distracción creada por Abraham, hace que disparen contra los Salvadores, que huyen. Rosita atiende a Eugene cuando regresan a Alexandría. En "East", Rosita parece celosa y resentida de Abraham y Sasha y persigue a Daryl, quien busca venganza contra Dwight, pero esto la lleva a su captura. En el final de la temporada "Last Day on Earth", Rosita está en la alineación cuando Negan aparece, y sortea a quien asesinar con su bate de béisbol con alambres de púas "Lucille" y sortea a quien matar aplastando el cráneo de una de sus víctimas a lucilazos sin revelar la identidad de la víctima.

### Séptima temporada
En el estreno de la temporada, "The Day Will Come When You Won't Be", Rosita se ve obligada a ver a Abraham ser golpeado hasta morir con el bate de Negan "Lucille". Negan se burla de Rosita mientras la obliga a mirar a su bate de béisbol lleno de sangre. Esto hace que Daryl golpee a Negan, y este decide matar a alguien más como castigo. Rosita luego es testigo de ver a Glenn quien es brutalmente asesinado antes de que Negan atormentara a Rick y se fuera con Daryl como prisionero. Sasha más tarde consuela a Rosita después de que los Salvadores se van, ya que se llevan los restos de Glenn y Abraham. En el episodio "Service", Dwight le ordena a Rosita que le traíga la motocicleta de Daryl, ella se va con Spencer quien intenta convencer a Rosita de que esto es vida ahora y que tienen que jugar a la pelota, pero Rosita se niega a aceptarlo. Ella mata a los salvadores reanimados presentes para obtener un arma oculta, otorgándole a regañadientes a Dwight la motocicleta de Daryl y luego se la muestra pidiéndole a Eugene que le haga una bala. En el episodio "Swear" Rosita continuó firme con su idea de conseguir nuevo armamento y cuando Tara regresó de su carrera de suministros que trascurrió dos semanas a la que había salido, no solo la puso al tanto de todo lo que había sucedido en su ausencia, sino que además le suplicó fervientemente que le dijera si había visto algún tipo de armas o municiones mientras estuvo afuera. Tara, sin embargo, obligada por la promesa que le había hecho a las mujeres de Oceanside, le contestó que no había encontrado nada. En "Sing Me a Song", Rosita y Eugene regresan a la fábrica que Eugene y Abraham encontraron para fabricar municiones. Eugene intenta disuadirla de su plan, ya que incluso si logra matar a Negan, morirá como otros lo harán. Rosita, enojada, llama a Eugene un cobarde que solo está vivo porque la gente siente pena por él, lo que le hace producir una única bala para ella. Ella intenta disculparse por lo que dijo, pero Eugene no quiere escucharla. Regresan a Alexandría para encontrar a Negan y los Salvadores quienes los visitan nuevamente. En el final de mitad de temporada, "Hearts Still Beating," Rosita todavía se siente vengativa, pero el Padre Gabriel intenta persuadirla para que intente vengarse cuando sea el momento adecuado, ya que la comunidad la necesitará. Más tarde se reconcilia con Spencer y los dos acuerdan una fecha, sin embargo, estos planes se ven interrumpidos después de ver como Negan destripa a Spencer por intentar traicionar a Rick y hacerse cargo de él como líder. Esto hace que Rosita saque su arma y dispare a Negan (aunque solo logra golpear a Lucille). Negan, enfadado, parece como si ahora quisiera a Rosita muerta, pero cuando se da cuenta de que no tiene miedo de morir, a cambio le pide a uno de los Salvadores (Arat) que "mate a alguien". Ella le dispara a Olivia en la cara mientras Rosita y las otras miran con horror. Cuando Negan exige saber quién hizo la bala, Eugene finalmente confiesa y Negan hace que su gente se lo lleve. Rosita protesta tristemente mientras Negan abandona Alexandría. Una vez que todos se han ido, se demuestra que está molesta físicamente por todo lo que acaba de suceder. El episodio termina cuando Rosita se une a Rick, Michonne, Carl y Tara para reunirse con Maggie, Sasha, Enid, Jesús y el recién escapado Daryl en la colonia Hilltop, mientras planean enfrentarse a los Salvadores.
En el estreno de mitad de temporada "Rock in the Road", Sasha trata de entablar una conversación con Rosita, pero se cierra fríamente. Rosita le muestra al grupo cómo desarmar los explosivos. En "New Best Friends", Rosita se encuentra con un grupo llamado Los Carroñeros. Rick negocia un acuerdo con su líder Jadis para ayudarlos a luchar contra los Salvadores a cambio de armas. Rosita inmediatamente decide salir a buscar pèlea, lo que hace que se enfrente con Tara, que cree que ambas deberían esperar. En "Say Yes", Rosita se vuelve frenética en sus esfuerzos por encontrar armas para su lucha contra los Salvadores. Cuando se reúnen con Jadis para entregar las armas que han logrado encontrar, se les dice que no es suficiente. Mientras Rick puede ganarles más tiempo, Rosita, cansada de excusas, va al Hilltop en busca de Sasha. La convence para que la ayude en un segundo intento de matar a Negan, con la condición de que Sasha haga el disparo. Habiendo predicho esto, Rosita le da un rifle de francotirador de su arsenal, y ambos reconocen que incluso si tienen éxito, lo más probable es que tengan que morir al hacerlo. En "The Other Side", Rosita se reúne con Sasha en la colonia Hilltop y se embarcan para el Santuario. Sasha intenta conocer a Rosita y le pregunta cómo adquirió su conjunto de habilidades con explosivos y vehículos. Rosita rechaza su esfuerzo, con su único deseo de completar su misión. Sasha aboga por un enfoque sigiloso, sugiriendo que adopten una posición de francotirador y se mantengan fuera de las cercas, pero Rosita insiste en que entren para asegurarse la muerte de Negan. Primero van con el plan de Sasha, estableciéndose en una fábrica adyacente al Santuario. Rosita comienza a abrirse a Sasha, revelando que inicialmente fue una sobreviviente indefensa antes de conocer a Abraham, pero aprendió todo lo que pudo de las personas que la rodeaban. También confiesa que nunca odió a Sasha tanto como a la situación. Se reconcilian poco antes de que Negan salga a la calle. Cuando pierden su ventaja al disparar, esperan hasta el anochecer antes de romper las vallas. Sasha va primero, pero luego sella el agujero con Rosita afuera. Rosita está sorprendida por este giro de los acontecimientos, pero Sasha insiste en que sus amigos la necesitan antes de ingresar al Santuario. Rosita está igualmente frustrada y triste por esto, antes de ser encontrada fuera de las puertas por alguien que empuñaba una ballesta.  El final del episodio "Something They Need" se ve a Rosita regresar a Alexandria con un visitante que se revela que es Dwight. Daryl intenta atacarlo, pero Rosita dice que quiere ayudar, lo que Dwight le confirma a Rick. En el final de la temporada "The First Day of the Rest of Your Life", se inicia la guerra contra los salvadores y Rosita recibe un disparo después de que ella comienza a disparar, tras la muerte de Sasha. Ella es salvada por Tara y se recupera en la cama.

### Octava temporada
En el estreno de la temporada "Mercy", se ve a Rosita en Alexandria, mirando por su balcón, todavía sanando de su herida, mirando a los alexandrinos que se van a la guerra.

## Casting
Rosita fue anunciada por primera vez, junto con Eugene y Abraham, en un casting para Episodio 10 en julio con el nombre en clave "Jordana Barrazza". Christian Serratos fue elegida como Rosita para ser un personaje recurrente en la cuarta temporada del programa. Su nombre real y la actriz que la interpreta fueron confirmados por Hollywood Reporter El 16 de septiembre de 2013.

## Recepción

### Recepción crítica
El personaje ha recibido críticas mixtas, aunque la mayoría observó el aumento en el tiempo de pantalla y el enfoque del personaje en la séptima temporada en comparación con las tres temporadas anteriores.  Zack Handlen para  The A.V. Club  notó la falta de importancia de Rosita diciendo: "¡Adiós,, Gareth! Por el lado negativo, solo estuviste en unos pocos episodios; en el lado positivo, tenía más diálogo que todas las líneas de Rosita combinadas." Erik Kain escribiendo para Forbes notó la decisión de Rosita de intentar matar a Negan fue un punto culminante. Él dijo:" ... al menos Rosita sigue siendo bastante impresionante. Más Rosita, por favor". Sin embargo, para el episodio "The Other Side",  criticó su plan. Kain también criticó a Rosita diciendo: "Si el programa realmente lo explicó. que Rosita era esta parte impresionante y esencial del grupo, estaría más dispuesta a estar de acuerdo con la decisión de Sasha. Tal como está, Sasha parece tan integral para el grupo así como lo es Rosita. Tiene tan poco sentido como Sasha aceptar el plan de Rosita en primer lugar, cuando el plan de francotirador es mucho mejor. Y simplemente apesta que el mejor personaje esté llegando a una muerte segura, mientras que uno de los peores personajes del programa (al menos últimamente) es seguro." Escribiendo para IGN "Say Yes",durante una reseña, Matt Fowler aprecia el enfoque en Rosita en la séptima temporada.  Él dijo: "A Abraham se le murió el espectáculo para darle básicamente una personalidad distinguible y esta Rosita más oscura, amarga y obstinada es mucho más interesante que la versión anterior." En contraste, Handlen sentía, "Rosita’s anger is getting tedious [...]  En contraste, Handlen sintió que "la ira de Rosita está volviendo tediosa su carácter [...] sigue siendo frustrantemente estático. Los escritores han descubierto una nota para tocar para ella, y se están inclinando en eso, difícil. [...] El punto es que no es tan interesante de ver en este momento."
Ron Hogan para [Den of Geek] se sintió similar a Kain en "The Other Side".  Apreció sus escenas, pero cuestionó la idea de que Sasha necesitaba sacrificarse a sí misma como se necesitaba a Rosita, y no a ella. Él dijo: "Rosita es valiosa porque sabe cómo calentar los autos de alambre (el grupo presumiblemente tiene varias personas como esta, ya que estaban robando autos mucho antes de que ella estuviera cerca), puede desarmar los IED y sabe un montón de nudos geniales. eso la hace más valiosa que Sasha, quien es la mejor barra de francotiradores del grupo, cuando Rosita tuvo una oportunidad de atacar a Negan a menos de 10 pies de distancia y lo extrañó. Sasha parece pensar que sí, mientras deja a Rosita atrás y asalta a los Salvadores. compuesto en una misión suicida."
Algunos críticos notaron la falta de desarrollo de Rosita, pero sintieron que el episodio fue útil para mejorar esto. Escribiendo para The A.V. Club, Zack Handlen sintió que "Rosita se ha convertido en algo como un lastre últimamente, ya que su ira y odio a sí mismo la han convertido en una nota tediosa. Sus interacciones con Sasha, en las que nunca se molesta en ocultar su resentimiento sobre Abraham. , han sido lo peor de todo." Fue más allá y dijo: "Afortunadamente, al final de este episodio, ambas mujeres se sintieron un poco más cerca de la gente real. Es un simple truco.—se vinculan por un intento de asesinato y una lista de los ex novios de Rosita— pero fue muy efectivo." Jeff Stone de [IndieWire] sintió que El episodio fue "una excusa para darle a Rosita algo parecido al desarrollo del personaje, algo que le ha faltado mucho en sus cuatro temporadas en el programa. También está principalmente configurado para un cliffhanger que nos llevará a los últimos dos episodios. Es útil en ambos casos."